# Spiaggia di Iscraios
La spiaggia di Iscraios è una spiaggia appartenente al comune di Posada. Insieme alle spiagge di San Giovanni, Su Tiriarzu, Due Pini ed Orvile rappresentano le cinque spiagge di Posada, da oltre dieci anni premiate con le 5 vele Legambiente.

## La spiaggia
"Iscraios", in dialetto sardo, significa palude. Questo per il fatto che la spiaggia si estende per circa 900 metri davanti al Rio Posada e alla sua foce.
È caratterizzata da una sabbia abbastanza grossolana e un mare cristallino con fondale sabbioso che decresce molto rapidamente.  L'arenile della spiaggia è abbastanza discontinuo, infatti si alternano tratti dove l'arenile risulta molto stretto e scosceso e altri dove diventa più largo. È poco frequentata, quindi consente di apprezzare la natura circostante in completa tranquillità.

## Relitti

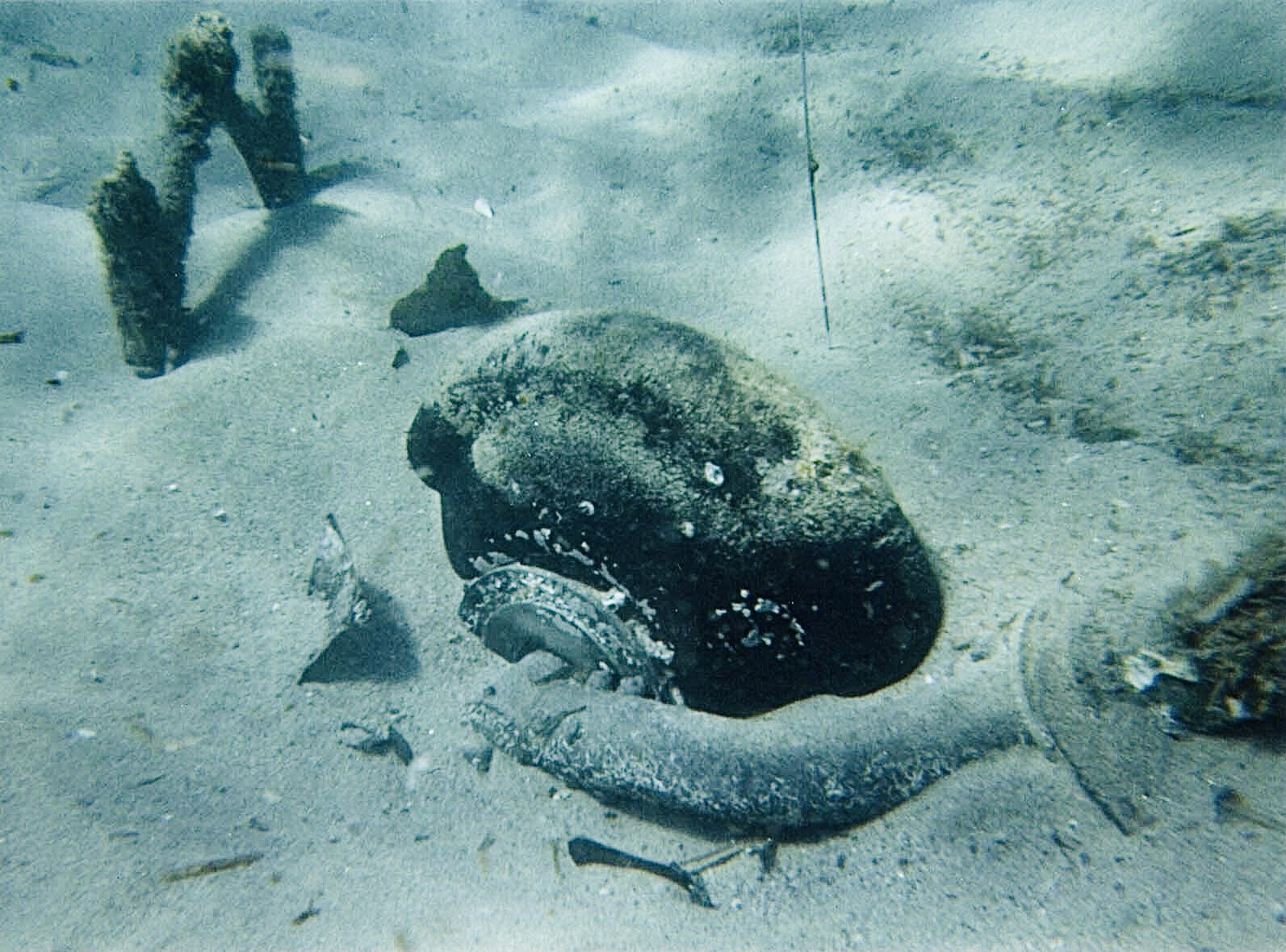
Carrello del B-17 presente al largo della spiaggia.

Al largo della spiaggia di Iscraios sono presenti i resti di un Boeing B-17 Flying Fortress, che nel 1943 dovette fare un atterraggio di emergenza sul mare.

## Servizi
La spiaggia di Iscraios offre un parcheggio ed un bar.

## Galleria d'immagini

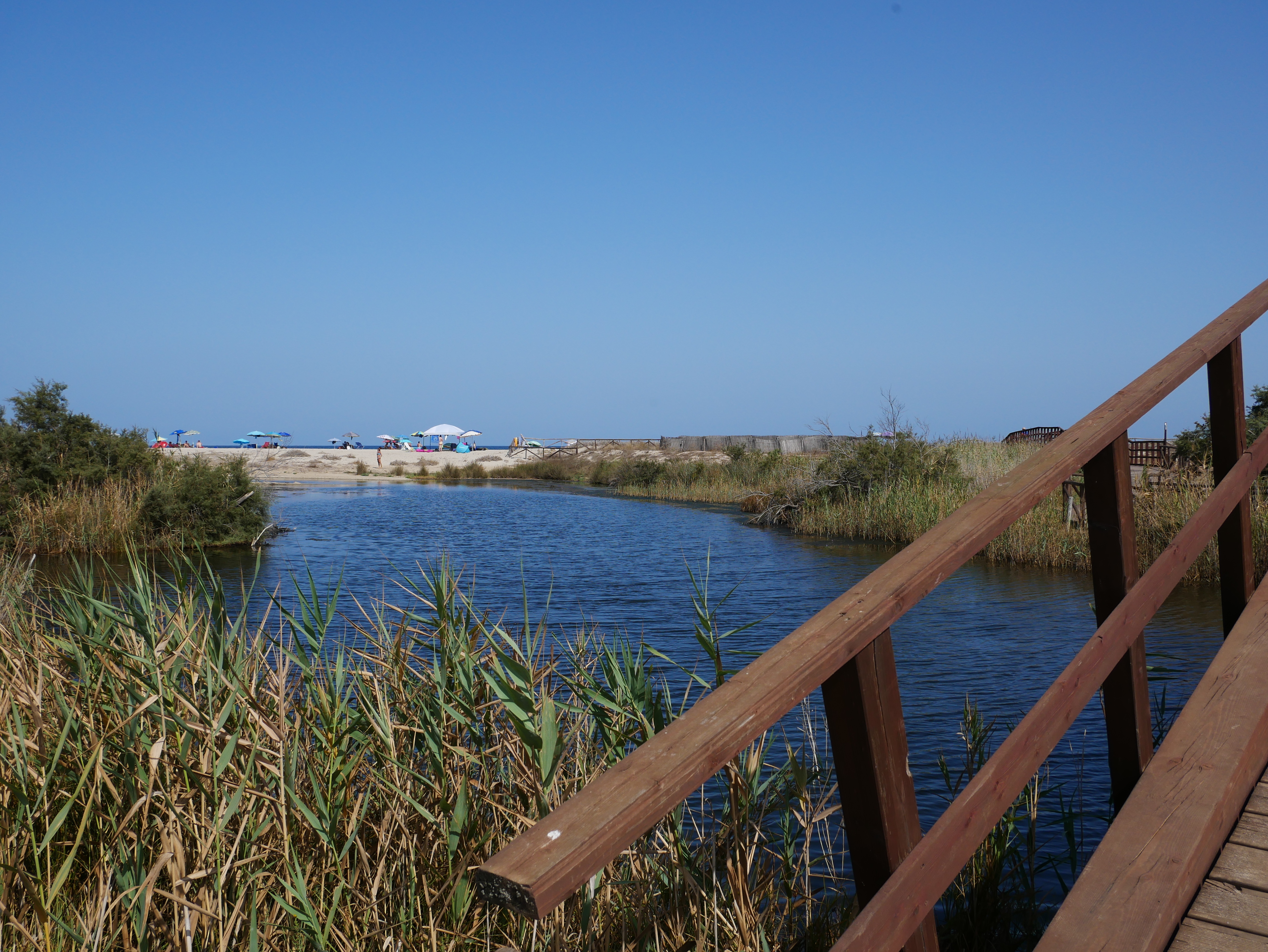
Il Rio Posada che scorre dietro alla spiaggia.
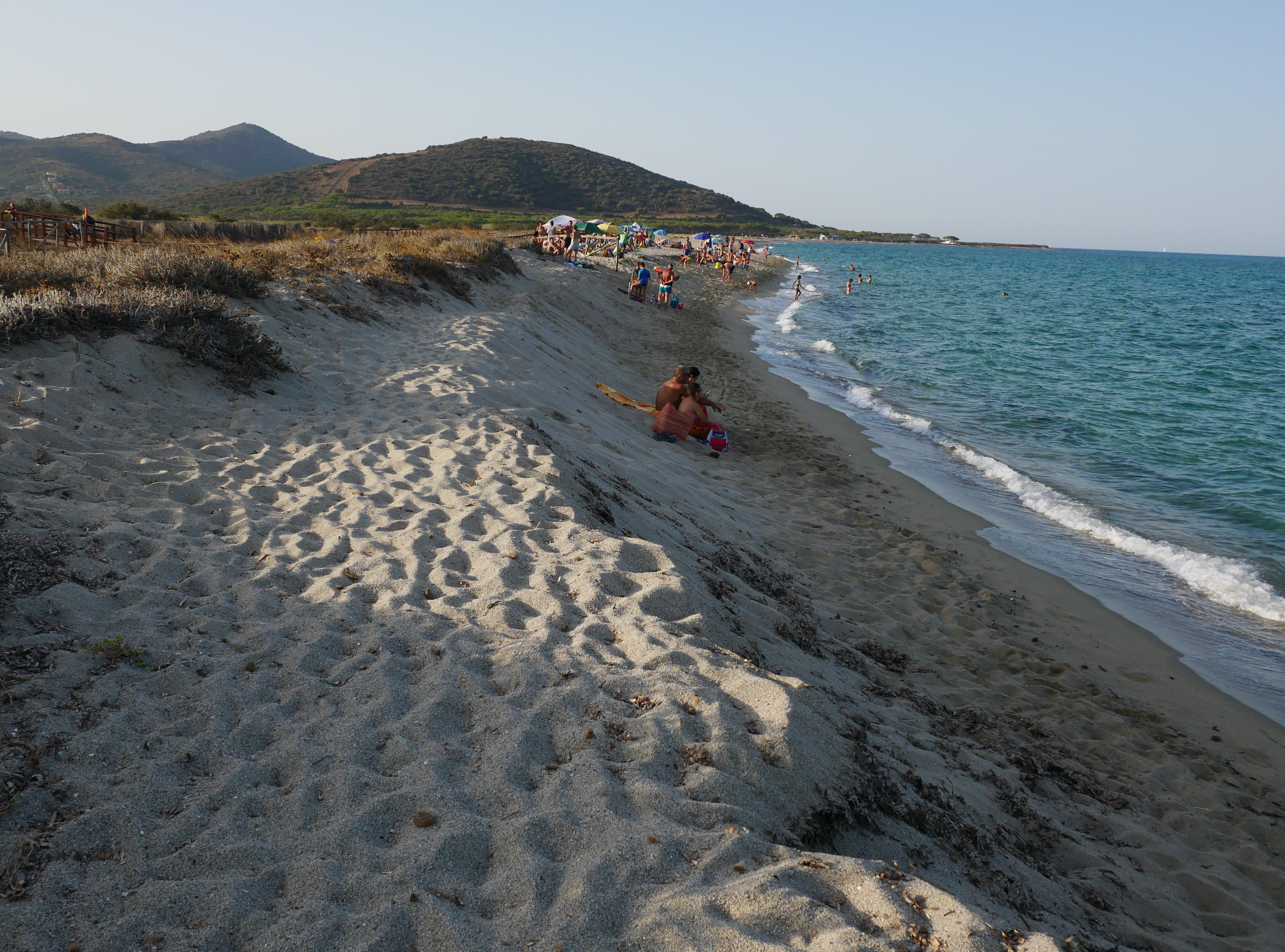
Un tratto di spiaggia particolarmente stretto e scosceso.
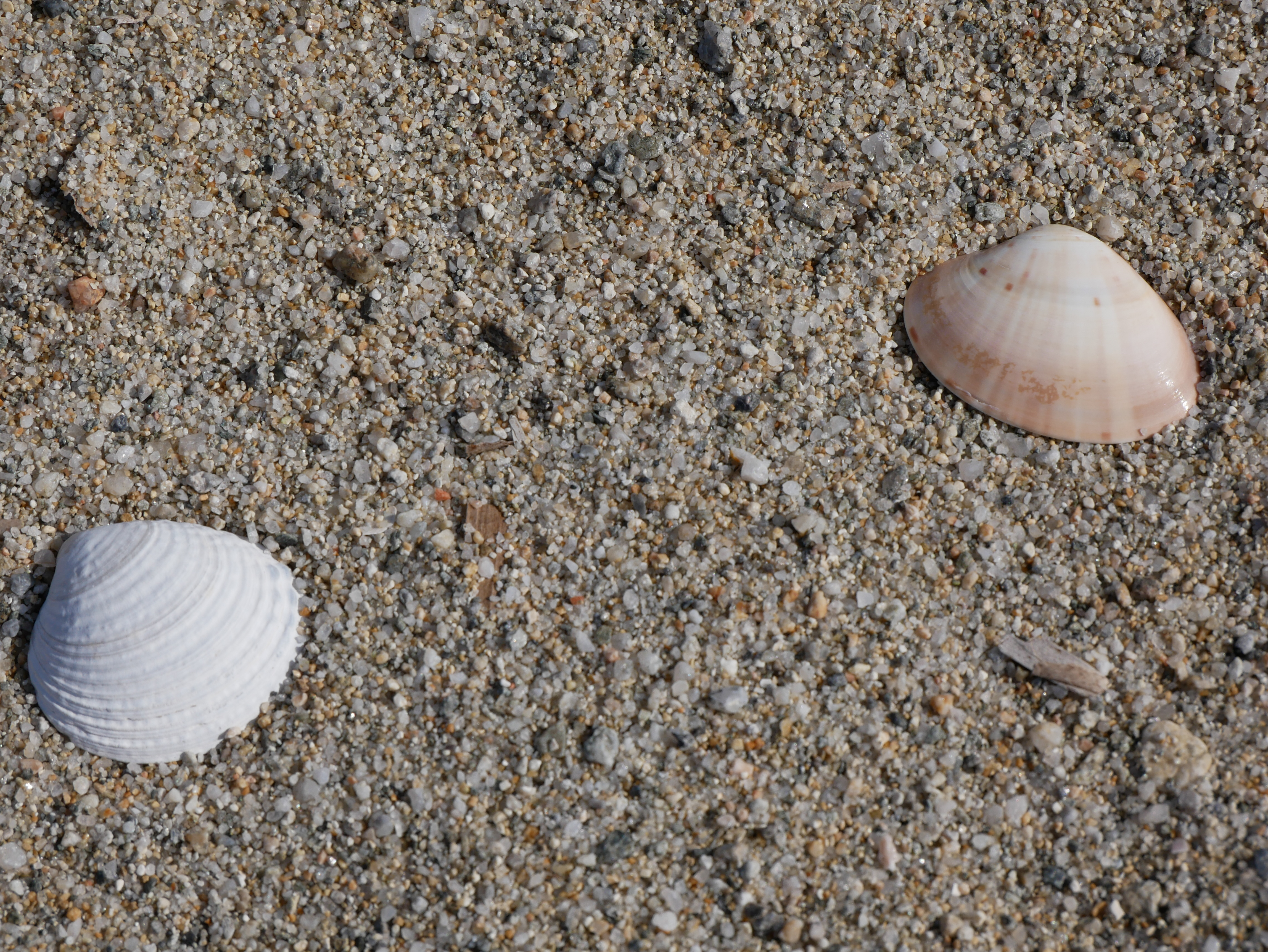
Particolare della sabbia della spiaggia.
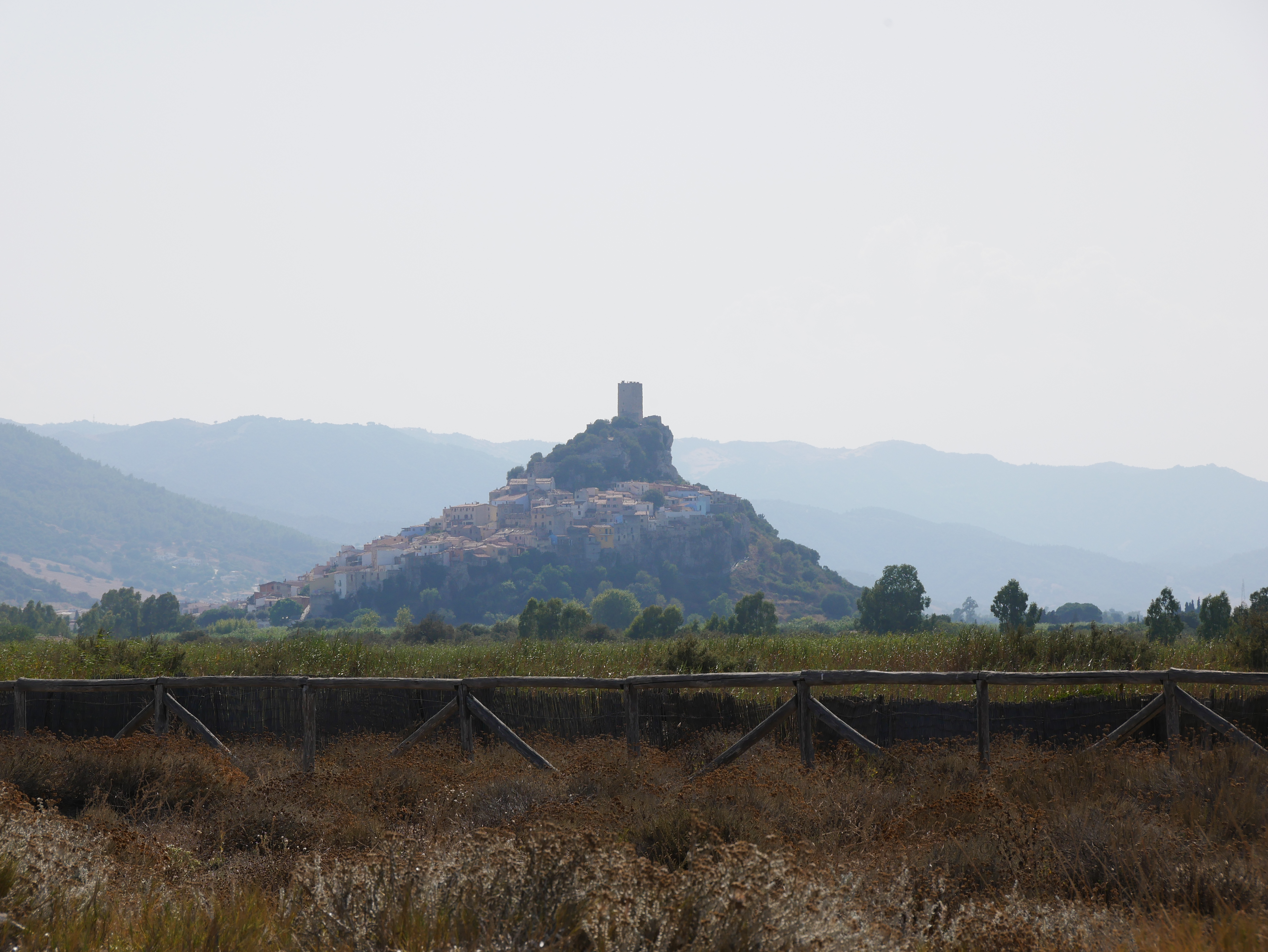
Posada vista dalla spiaggia di Iscraios.
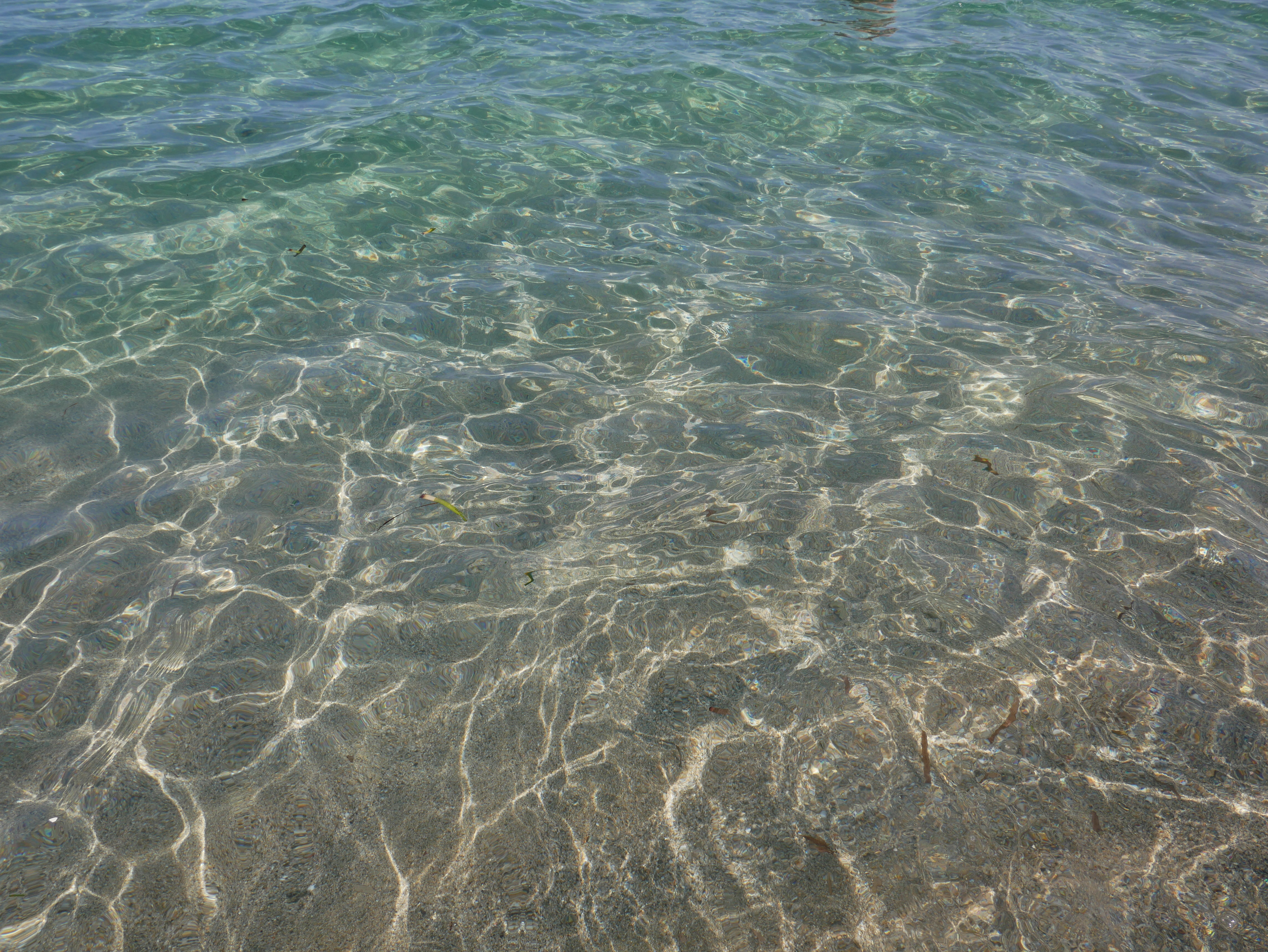
Particolare del mare.
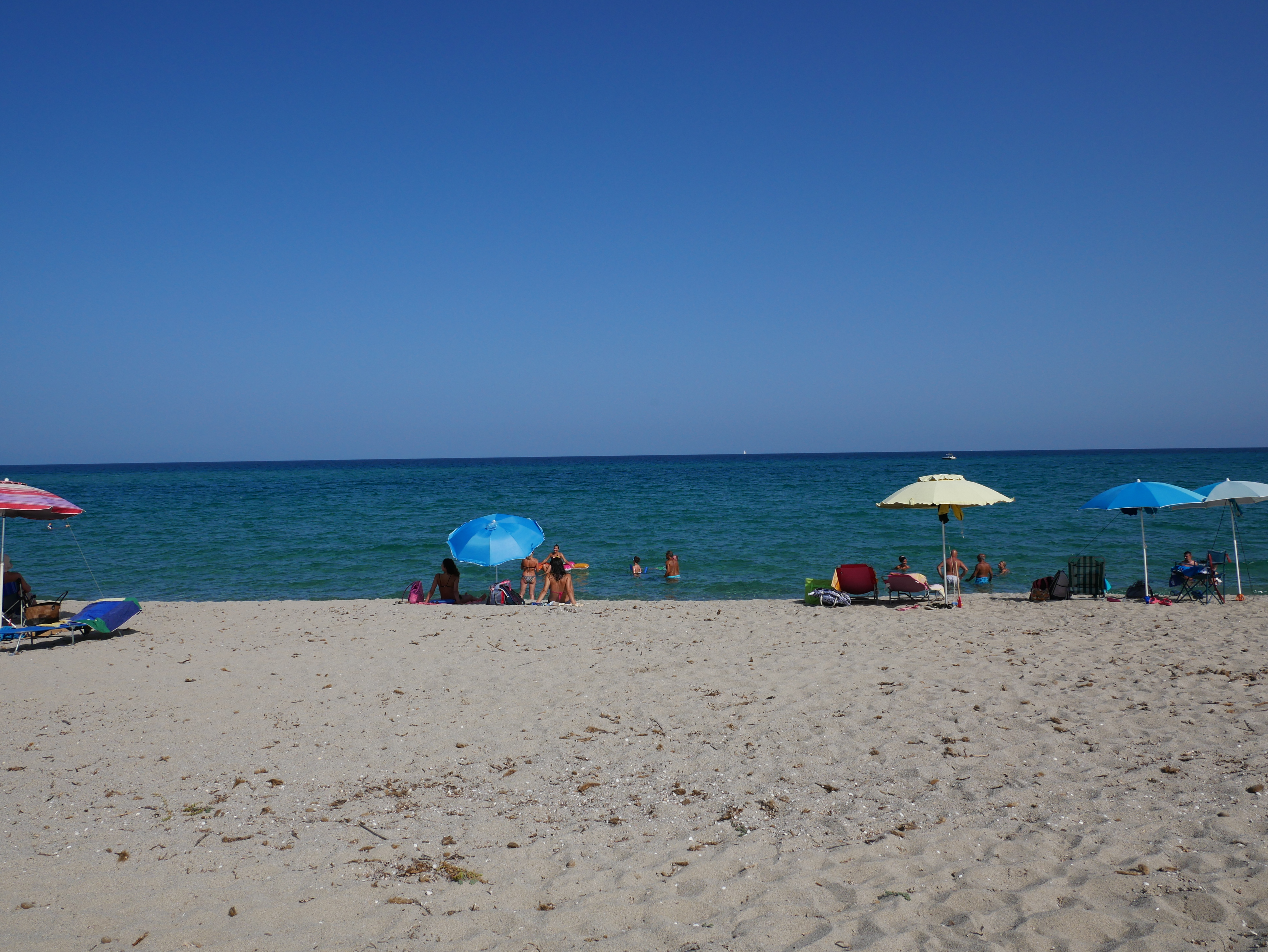
Altra vista della spiaggia.